# Đội tuyển bóng đá quốc gia Paraguay
Đội tuyển bóng đá quốc gia Paraguay (tiếng Tây Ban Nha: Selección de fútbol de Paraguay), còn có biệt danh là "La Albirroja", là đội tuyển của Hiệp hội bóng đá Paraguay và đại diện cho Paraguay trên bình diện quốc tế.
Trận thi đấu quốc tế đầu tiên của đội tuyển Paraguay là trận gặp đội tuyển Argentina vào năm 1919. Thành tích tốt nhất của đội cho đến nay là lọt vào tứ kết tại World Cup 2010, tấm huy chương bạc tại Thế vận hội Mùa hè 2004 cùng với hai chức vô địch Nam Mỹ giành được vào các năm 1953 và 1979.

## Danh hiệu
- Cúp bóng đá Nam Mỹ:

Vô địch (2): 1953; 1979
Á quân (6): 1922; 1929; 1947; 1949; 1963; 2011
Hạng ba (7): 1923; 1924; 1925; 1939; 1946; 1959; 1983
Hạng tư (7): 1921; 1926; 1937; 1942; 1967; 1989; 2015

## Thành tích quốc tế

### Giải vô địch bóng đá thế giới
| Năm       | Kết quả                                   | St                                        | T                                         | H                                         | B                                         | Bt                                        | Bb                                        |
| --------- | ----------------------------------------- | ----------------------------------------- | ----------------------------------------- | ----------------------------------------- | ----------------------------------------- | ----------------------------------------- | ----------------------------------------- |
| 1930      | Vòng 1                                    | 2                                         | 1                                         | 0                                         | 1                                         | 1                                         | 2                                         |
| 1934      | Không tham dự                             | Không tham dự                             | Không tham dự                             | Không tham dự                             | Không tham dự                             | Không tham dự                             | Không tham dự                             |
| 1938      | Không tham dự                             | Không tham dự                             | Không tham dự                             | Không tham dự                             | Không tham dự                             | Không tham dự                             | Không tham dự                             |
| 1950      | Vòng 1                                    | 2                                         | 0                                         | 1                                         | 1                                         | 2                                         | 4                                         |
| 1954      | Không vượt qua vòng loại                  | Không vượt qua vòng loại                  | Không vượt qua vòng loại                  | Không vượt qua vòng loại                  | Không vượt qua vòng loại                  | Không vượt qua vòng loại                  | Không vượt qua vòng loại                  |
| 1958      | Vòng 1                                    | 3                                         | 1                                         | 1                                         | 1                                         | 9                                         | 12                                        |
| 1962      | Không vượt qua vòng loại                  | Không vượt qua vòng loại                  | Không vượt qua vòng loại                  | Không vượt qua vòng loại                  | Không vượt qua vòng loại                  | Không vượt qua vòng loại                  | Không vượt qua vòng loại                  |
| 1966      | Không vượt qua vòng loại                  | Không vượt qua vòng loại                  | Không vượt qua vòng loại                  | Không vượt qua vòng loại                  | Không vượt qua vòng loại                  | Không vượt qua vòng loại                  | Không vượt qua vòng loại                  |
| 1970      | Không vượt qua vòng loại                  | Không vượt qua vòng loại                  | Không vượt qua vòng loại                  | Không vượt qua vòng loại                  | Không vượt qua vòng loại                  | Không vượt qua vòng loại                  | Không vượt qua vòng loại                  |
| 1974      | Không vượt qua vòng loại                  | Không vượt qua vòng loại                  | Không vượt qua vòng loại                  | Không vượt qua vòng loại                  | Không vượt qua vòng loại                  | Không vượt qua vòng loại                  | Không vượt qua vòng loại                  |
| 1978      | Không vượt qua vòng loại                  | Không vượt qua vòng loại                  | Không vượt qua vòng loại                  | Không vượt qua vòng loại                  | Không vượt qua vòng loại                  | Không vượt qua vòng loại                  | Không vượt qua vòng loại                  |
| 1982      | Không vượt qua vòng loại                  | Không vượt qua vòng loại                  | Không vượt qua vòng loại                  | Không vượt qua vòng loại                  | Không vượt qua vòng loại                  | Không vượt qua vòng loại                  | Không vượt qua vòng loại                  |
| 1986      | Vòng 2                                    | 4                                         | 1                                         | 2                                         | 1                                         | 4                                         | 6                                         |
| 1990      | Không vượt qua vòng loại                  | Không vượt qua vòng loại                  | Không vượt qua vòng loại                  | Không vượt qua vòng loại                  | Không vượt qua vòng loại                  | Không vượt qua vòng loại                  | Không vượt qua vòng loại                  |
| 1994      | Không vượt qua vòng loại                  | Không vượt qua vòng loại                  | Không vượt qua vòng loại                  | Không vượt qua vòng loại                  | Không vượt qua vòng loại                  | Không vượt qua vòng loại                  | Không vượt qua vòng loại                  |
| 1998      | Vòng 2                                    | 4                                         | 1                                         | 2                                         | 1                                         | 3                                         | 2                                         |
| 2002      | Vòng 2                                    | 4                                         | 1                                         | 1                                         | 2                                         | 6                                         | 7                                         |
| 2006      | Vòng 1                                    | 3                                         | 1                                         | 0                                         | 2                                         | 2                                         | 2                                         |
| 2010      | Tứ kết                                    | 5                                         | 1                                         | 3                                         | 1                                         | 3                                         | 2                                         |
| 2014      | Không vượt qua vòng loại                  | Không vượt qua vòng loại                  | Không vượt qua vòng loại                  | Không vượt qua vòng loại                  | Không vượt qua vòng loại                  | Không vượt qua vòng loại                  | Không vượt qua vòng loại                  |
| 2018      | Không vượt qua vòng loại                  | Không vượt qua vòng loại                  | Không vượt qua vòng loại                  | Không vượt qua vòng loại                  | Không vượt qua vòng loại                  | Không vượt qua vòng loại                  | Không vượt qua vòng loại                  |
| 2022      | Không vượt qua vòng loại                  | Không vượt qua vòng loại                  | Không vượt qua vòng loại                  | Không vượt qua vòng loại                  | Không vượt qua vòng loại                  | Không vượt qua vòng loại                  | Không vượt qua vòng loại                  |
| 2026      | Chưa xác định                             | Chưa xác định                             | Chưa xác định                             | Chưa xác định                             | Chưa xác định                             | Chưa xác định                             | Chưa xác định                             |
| 2030      | Được xác nhận là chủ nhà trận đấu kỷ niệm | Được xác nhận là chủ nhà trận đấu kỷ niệm | Được xác nhận là chủ nhà trận đấu kỷ niệm | Được xác nhận là chủ nhà trận đấu kỷ niệm | Được xác nhận là chủ nhà trận đấu kỷ niệm | Được xác nhận là chủ nhà trận đấu kỷ niệm | Được xác nhận là chủ nhà trận đấu kỷ niệm |
| 2034      | Chưa xác định                             | Chưa xác định                             | Chưa xác định                             | Chưa xác định                             | Chưa xác định                             | Chưa xác định                             | Chưa xác định                             |
| Tổng cộng | 8/22 1 lần tứ kết                         | 27                                        | 7                                         | 10                                        | 10                                        | 31                                        | 38                                        |

### Cúp bóng đá Nam Mỹ
| Cúp bóng đá Nam Mỹ | Cúp bóng đá Nam Mỹ             | Cúp bóng đá Nam Mỹ             | Cúp bóng đá Nam Mỹ             | Cúp bóng đá Nam Mỹ             | Cúp bóng đá Nam Mỹ             | Cúp bóng đá Nam Mỹ             | Cúp bóng đá Nam Mỹ             | Cúp bóng đá Nam Mỹ             |
| Năm                | Thành tích                     | Thứ hạng                       | Pld                            | W                              | D                              | L                              | GS                             | GA                             |
| ------------------ | ------------------------------ | ------------------------------ | ------------------------------ | ------------------------------ | ------------------------------ | ------------------------------ | ------------------------------ | ------------------------------ |
| 1916               | Không phải thành viên CONMEBOL | Không phải thành viên CONMEBOL | Không phải thành viên CONMEBOL | Không phải thành viên CONMEBOL | Không phải thành viên CONMEBOL | Không phải thành viên CONMEBOL | Không phải thành viên CONMEBOL | Không phải thành viên CONMEBOL |
| 1917               | Không phải thành viên CONMEBOL | Không phải thành viên CONMEBOL | Không phải thành viên CONMEBOL | Không phải thành viên CONMEBOL | Không phải thành viên CONMEBOL | Không phải thành viên CONMEBOL | Không phải thành viên CONMEBOL | Không phải thành viên CONMEBOL |
| 1919               | Không phải thành viên CONMEBOL | Không phải thành viên CONMEBOL | Không phải thành viên CONMEBOL | Không phải thành viên CONMEBOL | Không phải thành viên CONMEBOL | Không phải thành viên CONMEBOL | Không phải thành viên CONMEBOL | Không phải thành viên CONMEBOL |
| 1920               | Không phải thành viên CONMEBOL | Không phải thành viên CONMEBOL | Không phải thành viên CONMEBOL | Không phải thành viên CONMEBOL | Không phải thành viên CONMEBOL | Không phải thành viên CONMEBOL | Không phải thành viên CONMEBOL | Không phải thành viên CONMEBOL |
| 1921               | Hạng tư                        | 4th                            | 3                              | 1                              | 0                              | 2                              | 2                              | 7                              |
| 1922               | Á quân                         | 2nd                            | 4                              | 2                              | 1                              | 1                              | 5                              | 3                              |
| 1923               | Hạng ba                        | 3rd                            | 3                              | 1                              | 0                              | 2                              | 4                              | 6                              |
| 1924               | Hạng ba                        | 3rd                            | 3                              | 1                              | 1                              | 1                              | 4                              | 4                              |
| 1925               | Hạng ba                        | 3rd                            | 4                              | 0                              | 0                              | 4                              | 4                              | 13                             |
| 1926               | Hạng tư                        | 4th                            | 4                              | 1                              | 0                              | 3                              | 8                              | 20                             |
| 1927               | Không tham dự                  | Không tham dự                  | Không tham dự                  | Không tham dự                  | Không tham dự                  | Không tham dự                  | Không tham dự                  | Không tham dự                  |
| 1929               | Á quân                         | 2nd                            | 3                              | 2                              | 0                              | 1                              | 9                              | 4                              |
| 1935               | Không tham dự                  | Không tham dự                  | Không tham dự                  | Không tham dự                  | Không tham dự                  | Không tham dự                  | Không tham dự                  | Không tham dự                  |
| 1937               | Hạng tư                        | 4th                            | 5                              | 2                              | 0                              | 3                              | 8                              | 16                             |
| 1939               | Hạng ba                        | 3rd                            | 4                              | 2                              | 0                              | 2                              | 9                              | 8                              |
| 1941               | Không tham dự                  | Không tham dự                  | Không tham dự                  | Không tham dự                  | Không tham dự                  | Không tham dự                  | Không tham dự                  | Không tham dự                  |
| 1942               | Hạng tư                        | 4th                            | 6                              | 2                              | 2                              | 2                              | 11                             | 10                             |
| 1945               | Không tham dự                  | Không tham dự                  | Không tham dự                  | Không tham dự                  | Không tham dự                  | Không tham dự                  | Không tham dự                  | Không tham dự                  |
| 1946               | Hạng ba                        | 3rd                            | 5                              | 2                              | 1                              | 2                              | 8                              | 8                              |
| 1947               | Á quân                         | 2nd                            | 7                              | 5                              | 1                              | 2                              | 16                             | 11                             |
| 1949               | Á quân                         | 2nd                            | 8                              | 6                              | 0                              | 2                              | 21                             | 13                             |
| 1953               | Vô địch                        | 1st                            | 7                              | 4                              | 2                              | 1                              | 14                             | 8                              |
| 1955               | Hạng năm                       | 5th                            | 5                              | 1                              | 1                              | 3                              | 7                              | 14                             |
| 1956               | Hạng năm                       | 5th                            | 5                              | 0                              | 2                              | 3                              | 3                              | 8                              |
| 1957               | Không tham dự                  | Không tham dự                  | Không tham dự                  | Không tham dự                  | Không tham dự                  | Không tham dự                  | Không tham dự                  | Không tham dự                  |
| 1959               | Hạng ba                        | 3rd                            | 6                              | 3                              | 0                              | 3                              | 12                             | 12                             |
| 1959               | Hạng năm                       | 5th                            | 4                              | 0                              | 1                              | 3                              | 6                              | 11                             |
| 1963               | Á quân                         | 2nd                            | 6                              | 4                              | 1                              | 1                              | 13                             | 7                              |
| 1967               | Hạng tư                        | 4th                            | 5                              | 2                              | 0                              | 3                              | 9                              | 13                             |
| 1975               | Vòng bảng                      | 7th                            | 1                              | 1                              | 1                              | 2                              | 5                              | 5                              |
| 1979               | Vô địch                        | 1st                            | 6                              | 3                              | 3                              | 0                              | 9                              | 3                              |
| 1983               | Hạng ba                        | 3rd                            | 2                              | 0                              | 2                              | 0                              | 1                              | 1                              |
| 1987               | Vòng bảng                      | 9th                            | 2                              | 0                              | 1                              | 1                              | 0                              | 3                              |
| 1989               | Hạng tư                        | 4th                            | 7                              | 3                              | 1                              | 3                              | 9                              | 10                             |
| 1991               | Vòng bảng                      | 6th                            | 4                              | 2                              | 0                              | 2                              | 7                              | 8                              |
| 1993               | Tứ kết                         | 8th                            | 4                              | 1                              | 1                              | 2                              | 2                              | 7                              |
| 1995               | Tứ kết                         | 6th                            | 4                              | 2                              | 1                              | 1                              | 6                              | 5                              |
| 1997               | Tứ kết                         | 7th                            | 4                              | 1                              | 1                              | 2                              | 2                              | 5                              |
| 1999               | Tứ kết                         | 6th                            | 4                              | 2                              | 2                              | 0                              | 6                              | 1                              |
| 2001               | Vòng bảng                      | 10th                           | 3                              | 0                              | 2                              | 1                              | 4                              | 6                              |
| 2004               | Tứ kết                         | 5th                            | 4                              | 2                              | 1                              | 1                              | 5                              | 5                              |
| 2007               | Tứ kết                         | 5th                            | 4                              | 2                              | 0                              | 2                              | 8                              | 8                              |
| 2011               | Á quân                         | 2nd                            | 6                              | 0                              | 5                              | 1                              | 5                              | 8                              |
| 2015               | Hạng tư                        | 4th                            | 6                              | 1                              | 3                              | 2                              | 6                              | 12                             |
| 2016               | Vòng bảng                      | 12th                           | 3                              | 0                              | 1                              | 2                              | 1                              | 3                              |
| 2019               | Tứ kết                         | 8th                            | 4                              | 0                              | 3                              | 1                              | 3                              | 4                              |
| 2021               | Tứ kết                         | 6th                            | 5                              | 2                              | 1                              | 2                              | 8                              | 6                              |
| 2024               | Vòng bảng                      | 14th                           | 3                              | 0                              | 0                              | 3                              | 3                              | 8                              |
| Tổng cộng          | 2 lần vô địch                  | 39/44                          | 180                            | 64                             | 43                             | 73                             | 267                            | 311                            |

### Đại hội Thể thao liên Mỹ
- (Nội dung thi đấu dành cho cấp đội tuyển quốc gia cho đến kỳ Đại hội năm 1995)

| Năm           | Thành tích               | Thứ hạng                 | Pld                      | W                        | D                        | L                        | GS                       | GA                       |
| ------------- | ------------------------ | ------------------------ | ------------------------ | ------------------------ | ------------------------ | ------------------------ | ------------------------ | ------------------------ |
| 1951          | Hạng tư                  | 4th                      | 4                        | 1                        | 0                        | 3                        | 5                        | 14                       |
| 1955 đến 1983 | Không tham dự            | Không tham dự            | Không tham dự            | Không tham dự            | Không tham dự            | Không tham dự            | Không tham dự            | Không tham dự            |
| 1987          | Vòng sơ loại             | 9th                      | 3                        | 0                        | 2                        | 1                        | 1                        | 8                        |
| 1991          | Không vượt qua vòng loại | Không vượt qua vòng loại | Không vượt qua vòng loại | Không vượt qua vòng loại | Không vượt qua vòng loại | Không vượt qua vòng loại | Không vượt qua vòng loại | Không vượt qua vòng loại |
| 1995          | Tứ kết                   | 7th                      | 4                        | 2                        | 0                        | 2                        | 4                        | 3                        |
| Tổng cộng     | 1 lần hạng tư            | 3/12                     | 11                       | 3                        | 2                        | 6                        | 10                       | 25                       |

## Cầu thủ

### Đội hình hiện tại
Đội hình 26 cầu thủ được triệu tập tham dự Copa América 2024.

Số liệu thống kê tính đến ngày 2 tháng 7 năm 2024 sau trận gặp Costa Rica.

| Số | VT | Cầu thủ                    | Ngày sinh (tuổi)  | Trận | Bàn | Câu lạc bộ             |
| -- | -- | -------------------------- | ----------------- | ---- | --- | ---------------------- |
| 1  | TM | Carlos Coronel             | 29 tháng 12, 1996 | 9    | 0   | New York Red Bulls     |
| 12 | TM | Alfredo Aguilar            | 18 tháng 7, 1988  | 3    | 0   | Sportivo Luqueño       |
| 22 | TM | Rodrigo Morínigo           | 7 tháng 10, 1998  | 3    | 0   | Libertad               |
|    |    |                            |                   |      |     |                        |
| 15 | HV | Gustavo Gómez (đội trưởng) | 6 tháng 5, 1993   | 74   | 4   | Palmeiras              |
| 6  | HV | Júnior Alonso              | 9 tháng 2, 1993   | 54   | 2   | Krasnodar              |
| 5  | HV | Fabián Balbuena            | 23 tháng 8, 1991  | 41   | 2   | Dynamo Moscow          |
| 3  | HV | Omar Alderete              | 26 tháng 12, 1996 | 20   | 1   | Getafe                 |
| 2  | HV | Iván Ramírez               | 8 tháng 12, 1994  | 7    | 0   | Libertad               |
| 4  | HV | Matías Espinoza            | 19 tháng 9, 1997  | 8    | 0   | Libertad               |
| 13 | HV | Néstor Giménez             | 24 tháng 7, 1997  | 4    | 0   | Libertad               |
| 25 | HV | Gustavo Velázquez          | 17 tháng 4, 1991  | 5    | 1   | Newell's Old Boys      |
|    |    |                            |                   |      |     |                        |
| 10 | TV | Miguel Almirón             | 10 tháng 2, 1994  | 58   | 7   | Newcastle United       |
| 23 | TV | Mathías Villasanti         | 24 tháng 1, 1997  | 41   | 0   | Grêmio                 |
| 20 | TV | Richard Sánchez            | 29 tháng 3, 1996  | 34   | 1   | América                |
| 17 | TV | Alejandro Romero Gamarra   | 11 tháng 1, 1995  | 22   | 5   | Al Ain                 |
| 14 | TV | Andrés Cubas               | 22 tháng 5, 1996  | 22   | 0   | Vancouver Whitecaps    |
| 16 | TV | Matías Rojas               | 3 tháng 11, 1995  | 21   | 1   | Inter Miami            |
| 26 | TV | Hernesto Caballero         | 9 tháng 4, 1991   | 6    | 0   | Libertad               |
| 8  | TV | Damián Bobadilla           | 11 tháng 7, 2001  | 4    | 0   | São Paulo              |
| 21 | TV | Fabrizio Peralta           | 2 tháng 8, 2002   | 1    | 0   | Cerro Porteño          |
|    |    |                            |                   |      |     |                        |
| 7  | TĐ | Derlis González            | 20 tháng 3, 1994  | 52   | 9   | Olimpia                |
| 11 | TĐ | Ángel Romero               | 4 tháng 7, 1992   | 44   | 8   | Corinthians            |
| 19 | TĐ | Julio Enciso               | 23 tháng 1, 2004  | 17   | 1   | Brighton & Hove Albion |
| 24 | TĐ | Ramón Sosa                 | 31 tháng 8, 1999  | 14   | 1   | Talleres               |
| 9  | TĐ | Adam Bareiro               | 26 tháng 7, 1996  | 9    | 0   | San Lorenzo            |
| 18 | TĐ | Alex Arce                  | 16 tháng 6, 1995  | 5    | 0   | LDU Quito              |

### Triệu tập gần đây
| Vt | Cầu thủ                  | Ngày sinh (tuổi)  | Số trận | Bt | Câu lạc bộ           | Lần cuối triệu tập                |
| -- | ------------------------ | ----------------- | ------- | -- | -------------------- | --------------------------------- |
| TM | Roberto Júnior Fernández | 29 tháng 3, 1988  | 18      | 0  | Botafogo             | v. Nga, 25 March 2024             |
| TM | Santiago Rojas           | 5 tháng 4, 1996   | 2       | 0  | Atlético Nacional    | v. Colombia, 21 November 2023     |
| TM | Juan Espínola            | 2 tháng 11, 1994  | 1       | 0  | Olimpia              | v. Colombia, 21 November 2023     |
|    |                          |                   |         |    |                      |                                   |
| HV | Robert Rojas             | 30 tháng 4, 1996  | 26      | 1  | Vasco da Gama        | v. Nga, 25 March 2024             |
| HV | Roberto Fernández        | 7 tháng 6, 2000   | 0       | 0  | Dynamo Moscow        | v. Nga, 25 March 2024             |
| HV | Juan Cáceres             | 1 tháng 6, 2000   | 3       | 0  | Lanús                | v. Colombia, 21 November 2023     |
| HV | Santiago Arzamendia      | 5 tháng 5, 1998   | 23      | 0  | Cerro Porteño        | v. Bolivia, 17 October 2023       |
| HV | Alberto Espínola         | 8 tháng 2, 1991   | 12      | 0  | Unattached           | v. Bolivia, 17 October 2023       |
| HV | Mateo Gamarra            | 20 tháng 10, 2000 | 3       | 0  | Athletico Paranaense | v. Bolivia, 17 October 2023       |
| HV | Iván Piris               | 10 tháng 3, 1989  | 37      | 0  | Libertad             | v. Venezuela, 12 September 2023   |
| HV | Blas Riveros             | 3 tháng 2, 1998   | 13      | 0  | Talleres             | v. Venezuela, 12 September 2023   |
|    |                          |                   |         |    |                      |                                   |
| TV | Jesús Medina             | 30 tháng 4, 1997  | 9       | 0  | Spartak Moscow       | v. Nga, 25 March 2024             |
| TV | Diego Gómez              | 27 tháng 3, 2003  | 7       | 0  | Inter Miami CF       | v. Nga, 25 March 2024             |
| TV | Gastón Giménez           | 27 tháng 7, 1991  | 9       | 1  | Chicago Fire         | v. Colombia, 21 November 2023     |
| TV | Álvaro Campuzano         | 12 tháng 6, 1995  | 4       | 0  | Libertad             | v. Colombia, 21 November 2023     |
| TV | Matías Galarza           | 11 tháng 2, 2002  | 4       | 0  | Talleres             | v. Colombia, 21 November 2023     |
| TV | Iván Leguizamón          | 3 tháng 7, 2002   | 1       | 0  | San Lorenzo          | v. Colombia, 21 November 2023     |
| TV | Braian Ojeda             | 27 tháng 6, 2000  | 8       | 0  | Real Salt Lake       | v. Bolivia, 17 October 2023       |
| TV | Cristhian Paredes        | 18 tháng 5, 1998  | 6       | 0  | Portland Timbers     | v. Argentina, 12 October 2023 INJ |
| TV | Richard Ortiz            | 22 tháng 5, 1990  | 39      | 6  | Olimpia              | v. Venezuela, 12 September 2023   |
|    |                          |                   |         |    |                      |                                   |
| TĐ | Gabriel Aguayo           | 10 tháng 2, 2005  | 0       | 0  | Cerro Porteño        | v. Chile, 11 June 2024            |
| TĐ | Antonio Sanabria         | 4 tháng 3, 1996   | 32      | 3  | Torino               | v. Nga, 25 March 2024 INJ         |
| TĐ | Óscar Cardozo            | 20 tháng 5, 1983  | 57      | 12 | Libertad             | v. Colombia, 21 November 2023     |
| TĐ | Gabriel Ávalos           | 12 tháng 10, 1990 | 16      | 2  | Independiente        | v. Colombia, 21 November 2023     |
| TĐ | Héctor Villalba          | 26 tháng 7, 1994  | 4       | 0  | Libertad             | v. Bolivia, 17 October 2023       |
| TĐ | Carlos González          | 3 tháng 2, 1993   | 16      | 0  | Tijuana              | v. Venezuela, 12 September 2023   |
| TĐ | Robert Morales           | 17 tháng 3, 1999  | 2       | 1  | Toluca               | v. Venezuela, 12 September 2023   |

PRE Đội hình sơ bộ.

## Kỷ lục
Tính đến 14 tháng 10 năm 2021
Cầu thủ in đậm vẫn còn thi đấu ở đội tuyển quốc gia.
| #  | Tên cầu thủ            | Số trận | Bàn thắng | Thời gian thi đấu |
| -- | ---------------------- | ------- | --------- | ----------------- |
| 1  | Paulo da Silva         | 150     | 3         | 2000–2017         |
| 2  | Justo Villar           | 120     | 0         | 1999–2018         |
| 3  | Roque Santa Cruz       | 112     | 32        | 1999–2016         |
| 4  | Carlos Gamarra         | 110     | 12        | 1993–2006         |
| 5  | Cristian Riveros       | 100     | 16        | 2005–2018         |
| 6  | Denis Caniza           | 100     | 1         | 1996–2010         |
| 6  | Roberto Acuña          | 100     | 5         | 1993–2011         |
| 8  | Celso Ayala            | 85      | 6         | 1993–2003         |
| 9  | José Saturnino Cardozo | 82      | 25        | 1991–2006         |
| 10 | Carlos Bonet           | 80      | 1         | 2002–2013         |

| #  | Tên cầu thủ            | Bàn thắng | Số bàn | Thời gian thi đấu |
| -- | ---------------------- | --------- | ------ | ----------------- |
| 1  | Roque Santa Cruz       | 32        | 112    | 1999–2016         |
| 2  | José Saturnino Cardozo | 25        | 82     | 1991–2006         |
| 3  | Cristian Riveros       | 16        | 101    | 2005–2018         |
| 4  | Saturnino Arrúa        | 13        | 26     | 1969–1980         |
| 4  | Julio César Romero     | 13        | 32     | 1979–1986         |
| 4  | Nelson Haedo Valdez    | 13        | 77     | 2004–2017         |
| 7  | Gerardo Rivas          | 12        | 32     | 1921–1926         |
| 7  | Carlos Gamarra         | 12        | 110    | 1993–2006         |
| 7  | Óscar Cardozo          | 12        | 58     | 2006–2023         |
| 10 | Miguel Ángel Benítez   | 11        | 29     | 1996–1999         |
| 10 | Roberto Cabañas        | 11        | 28     | 1981–1993         |

## Cầu thủ nổi tiếng
- Francisco Arce
- Roberto Miguel Acuña
- Saturnino Arrúa
- Celso Ayala
- Roberto Cabañas
- José Saturnino Cardozo
- José Luis Chilavert
- Arsenio Erico
- Roberto Fernández
- Carlos Gamarra
- Nelson Haedo Valdez
- Aurelio González
- Carlos Humberto Paredes
- Romerito
- Roque Santa Cruz
- Juan Bautista Villalba

## Huấn luyện viên nổi tiếng
- Aurelio González
- Manuel Fleitas Solich
- Ranulfo Miranda
- Ladislao Kubala
- Paulo César Carpegiani